# Iszakli járás

Az Iszakli járás a Szamarai területen

Az Iszakli járás (oroszul Исаклинский район) Oroszország egyik járása a Szamarai területen. Székhelye Iszakli.

## Népesség
- 1989-ben 16 088 lakosa volt.
- 2002-ben 14 733 lakosa volt, akik főleg csuvasok, oroszok és mordvinok.
- 2010-ben 13 395 lakosa volt, melynek 41,4%-a orosz, 35,8%-a csuvas, 17%-a mordvin, 2,7%-a tatár.